# Elseya purvisi
Elseya purvisi är en sköldpaddsart som beskrevs av Richard W. Wells och Cliff Ross Wellington 1985. Arten ingår i släktet Elseya och familjen ormhalssköldpaddor. IUCN kategoriserar Elseya purvisi globalt som otillräckligt studerad. Inga underarter finns listade i Catalogue of Life. Arten lever i New South Wales i Australien.
Släkttillhörigheten ändrades flera gånger. Enligt The Reptile Database och IUCN ingår arten i släktet Myuchelys. Den listades även i släktena Flaviemys och Wollumbinia.
Arten har liksom Elseya georgesi en brun ovansida men undersidan är gulaktig. Endast hos äldre exemplar är undersidan mörkare. Dessutom har yngre individer en gul strimma i ansiktet och gula fläckar på svansens undersida. Djurets sköld har en oval form.
Individerna lever i floder.